# VL Humu
VL Humu – fiński samolot myśliwski z okresu II wojny światowej. Samolot był nielicencyjnym rozwinięciem amerykańskiego myśliwca Brewster B-239 Buffalo. Zbudowano tylko jeden prototyp, nie użyty bojowo.

## Historia
W 1942 w fińskich Państwowych Zakładach Lotniczych (Valtion lentokonetehdas, VL) zainicjowano prace nad rozpoczęciem produkcji amerykańskich myśliwców Brewster B-239 Buffalo, które były z powodzeniem używane przez Fińskie Siły Powietrzne (fiń. Suomen ilmavoimat). Głównymi inżynierami kierującymi projektem byli Torsi Verkkola, Arvo Ylinen i Matti Vainio, samolot miał być nazwany Humu (dosłownie „wir”). Do budowy prototypu wykorzystano kadłub z samolotu o numerze seryjnym BW-392, do którego dorobiono skrzydła o konstrukcji drewnianej, samolot napędzany był zdobycznym radzieckim silnikiem gwiazdowym typu ASz-62IR o mocy 1000 KM.
Wszystkie wymiary samolotu miały być zbliżone do wymiarów jego poprzednika, planowana masa własna Humu miała wynosić 2050 kilogramów, a masa całkowita do 2895 kilogramów. Prędkość maksymalna na wysokości 4600 metrów miała wynosić 430 km/h, pułap maksymalny samolotu miał wynosić około 8000 metrów, a czas wejścia na wysokość 4000 m miał wynosić pięć minut. Uzbrojenie samolotu miały stanowić dwa karabiny maszynowe kalibru 12,7 mm.
5 czerwca 1942 prototyp samolotu, który był cięższy od oryginalnego Buffalo o około 250 kilogramów i miał przesunięty w tył środek ciężkości, rozbił się przy starcie zabijając przy tym pilota. Pomimo tego niepowodzenia, 16 października 1942 dowództwo Fińskich Sił Powietrznych zamówiło cztery następne samoloty planując w późniejszym czasie zamówić 90 maszyn produkcyjnych.
We wrześniu 1943 po następnej serii lotów odbudowanego samolotu okazało się, że jego osiągi były niższe od osiągów Brewstera, a cykl produkcyjny opóźniony był już o prawie rok. Zamówienie Suomen ilmavoimat zostało zmienione na pięć maszyn doświadczalnych oraz 55 maszyn produkcyjnych.
17 czerwca 1944 produkcja samolotów została wstrzymana, a wszystkie materiały i części przygotowane do jego produkcji zostały użyte do napraw innych maszyn. 8 sierpnia 1944 Esko Halme odbył pierwszym lot na jedynym wybudowanym egzemplarzu Humu o numerze seryjnym HM-671. 1 stycznia 1945 nieukończony samolot został przekazany Siłom Powietrznym i po około dwóch miesiącach testów został przekazany do składowania. Łącznie spędził w powietrzu 19 godzin i 50 minut.
Obecnie prototyp samolotu znajduje się w Keski-Suomen ilmailumuseo (Muzeum Lotniczym Środkowej Finlandii).